# Micrurus lemniscatus
Micrurus lemniscatus é uma espécie de cobra-coral, um elapídeo do gênero Micrurus. É uma coral tricolor de grande porte, porém com forma esguia, medindo entre 60 e 90 cm (máximo de 1,45 m). A frente da cabeça apresenta um anel branco rostralmente aos olhos, com a nuca de cor vermelha. Padrão geral do corpo se caracteriza por anéis vermelhos separados por tríades de anéis pretos (entre 7 e 17) separados entre si por anéis brancos. Ocorre em grande parte da América do Sul.